# Uchūjin Tanaka Tarō
Uchūjin Tanaka Tarō (japanisch うちゅう人田中太郎) ist ein Manga von Yasunari Nagatoshi, der von 1998 bis 2004 in Japan erschienen ist. Im Jahr 2000 kam eine Anime-Adaption von Studio Hibari heraus, die in Deutschland als Taro Alien gezeigt wurde.

## Handlung
Takashi Horimachi ist ein Fünftklässler der Grundschule in „Anytown.“ Ein Austauschschüler namens Taro Tanaka kommt in Takashis Klasse, der sich bald als Alien entpuppt. Takashi ist besessen davon, den Ursprung von Taro herauszufinden.

## Veröffentlichung
Die Mangaserie wurde von 1998 bis 2004 im Magazin CoroCoro Comic veröffentlicht. Die Kapitel wurden von Shogakukan in 14 Sammelbänden veröffentlicht.

## Animeserie
Eine Adaption als Anime entstand beim Studio Studio Hibari unter der Regie von Yorifusa Yamaguchi. Hauptautor war Michihiro Tsuchiya und die künstlerische Leitung lag bei Yoji Yoshikawa, für den Ton war Shigeru Chiba verantwortlich. Das Charakterdesign entwarf Masaru Oshiro. Produzent war Ryoji Shimizu. Die 24 je 25 Minuten langen Folgen wurden ab dem 17. April 2000 von TV Tokyo in Japan ausgestrahlt. Die Erstausstrahlung endete am 3. März 2001. In Deutschland wurde die Serie vom 7. Mai bis 10. Juni 2002 von RTL II gesendet. Außerdem wurden englische, koreanische, spanische und tagalog Fassungen im Fernsehen gezeigt.

### Synchronisation
| Rolle             | Japanischer Sprecher (Seiyū) |
| ----------------- | ---------------------------- |
| Taro Tanaka       | Punch UFO                    |
| Takashi Horimachi | Sachi Matsumoto              |
| Kyoko Asada       | Chinami Nishimura            |
| Yutaka            | Kumiko Yokote                |
| Rie               | Mayuko Omimura               |

### Musik
Die Musik der Serie komponierte Cher Watanabe. Das Vorspannlied ist Tanaka de Shubiduwa von Cher Watanabe und der Abspann ist unterlegt mit Tanaka Taro no Uta von Yuzo Gutch.